# صحراء حوض تشايدام
صحراء حوض تشايدام (بالإنجليزية:Desert Qaidam Basin) هي صحراء تقع في شمال شرقي هضبة تشينغهاي التبت، وشمال غربي مقاطعة تشينغهاي في الصين ، تحيط بها جبال كونلون وجبال تشيليان، تبلغ مساحته 220000 كيلومتر مربع، فيما يتراوح معدل ارتفاعها عن سطح البحر ما بين 2700 - 3000 متر، تنخفض التضاريس من الشمال الغربي إلى الجنوب الشرقي الذي تكثر فيه البحيرات الملحية والمستنقعات، تم اكتشاف الغاز الطبيعي في منطقة حوض تشايدام في حقل تاينان للغاز وبلغ احتياطي الغاز الطبيعي في الحوض 303. 9 مليار متر مكعب.